# ほっとハート!にちよう柴田塾
ほっとハート!にちよう柴田塾（ほっとハート!にちようしばたじゅく）は、2006年4月9日から2010年4月4日まで毎週日曜日の9:45 - 12:00に朝日放送ラジオ（ABCラジオ）で放送されていたラジオ番組である。
番組全体が「塾」という設定で、塾長（メインパーソナリティ）の柴田博と塾長補佐役の松山薫がHOTな話題を楽しく和やかに伝え、リスナーを「ほっ!」とさせてしまう情報トークバラエティーであった。
2007年4月にリニューアルを実施し、番組出演者やコーナー等を大幅に変更した。

## 放送時間
- 2008年4月6日～2010年4月4日：日曜日 9時45分～12時
- 2007年4月8日～2008年3月30日：日曜日 9時45分～12時35分（11:15-11:45にNISSAN 全国おとな電話相談室を内包）
- 2006年10月8日～2007年4月1日：日曜日 10時～12時35分
- 2006年4月9日～2006年10月1日：日曜日 10時～12時15分

## 出演者
- 塾長（メインパーソナリティ） - 柴田博（ABCアナウンサー）
- アシスタント - 原田知恵（番組開始～2007年4月1日）、松山薫（2007年4月8日～番組終了）
- 中継リポーター
  - 川辺結花（番組開始～2007年4月1日）
  - 奥村麻衣子（番組開始～2007年4月1日）
  - 藤井郁子（2007年4月～2008年3月）
  - 桜井ういよ（2007年4月～番組終了）
  - 池田奈月（2007年4月～番組終了）

## 主なコーナー
（後期）
- 柴田博のGGショック
- 塾長責任編集 朝刊バタバタ柴田博
- 数字でQ
- 1万円!ほっとドリル
- ほっとひといき出会い旅
- あの街・この街・商店街
- ABC朝日ニュース
- トヨタ街かどお天気交差点

（番組前期）
- ほっとハート!NEWS塾
- ほっとハート!研究室
- ほっとハート!すこやか塾
- 塾生リポート
- ほっとハート!旅行塾
- 里沙ちゃんのくだもの食べようかな?（文化放送製作）
- おうまのけいこ（競馬コーナー/青木雅人・藤井郁子・桜井ういよ）
- 池田奈月の出たとこ勝負（池田奈月が中継リポート）

| 朝日放送ラジオ（ABCラジオ） 日曜日10時～お昼にかけて | 朝日放送ラジオ（ABCラジオ） 日曜日10時～お昼にかけて | 朝日放送ラジオ（ABCラジオ） 日曜日10時～お昼にかけて |
| 前番組                                               | 番組名                                               | 次番組                                               |
| ---------------------------------------------------- | ---------------------------------------------------- | ---------------------------------------------------- |
| アベロクのどんまいサンデー                           | ほっとハート!にちよう柴田塾                          | 磯部・柴田の日曜のびのび大放送                       |